# Torneo Primera "A" 2023 (ATF)
El Torneo Primera "A" 2023 (ATF) es la 103.ª edición del principal torneo de la Asociación Tarijeña de Fútbol. Esta temporada cuenta con la participación de 16 equipos.

## Participantes

### Información de los equipos
| Equipo                | Entrenador          | Estadio                | Capacidad |
| --------------------- | ------------------- | ---------------------- | --------- |
| Atlético Bermejo      | Milton Maygua       | Municipal La Bombonera | 10.000    |
| Atlético Entre Ríos   | Gonzalo Acosta      | Municipal La Bombonera | 10.000    |
| Avilés Industrial     | Naifer Orosco       | Municipal La Bombonera | 10.000    |
| Ciclón                | Luis Palacios       | Municipal La Bombonera | 10.000    |
| Estudiantes Chiquiacá | Marcelo Baldivieso  | Municipal La Bombonera | 10.000    |
| García Agreda         | Raúl Musuruana      | Municipal La Bombonera | 10.000    |
| Gobierno Municipal    | Ricardo Carvallo    | Municipal La Bombonera | 10.000    |
| Juan Carlos Ríos FC   | Juan Carlos Ríos    | Municipal La Bombonera | 10.000    |
| Municipal             | Juan Maraude        | Municipal La Bombonera | 10.000    |
| Nacional Senac        | Luis Vargas         | Municipal La Bombonera | 10.000    |
| Pumas Chapacos        | Wilfredo García     | Municipal La Bombonera | 10.000    |
| Real Sociedad-Tolaba  | César Lizarazu      | Municipal La Bombonera | 10.000    |
| Real Tarija           | Exequiel Verdinelli | Municipal La Bombonera | 10.000    |
| Royal Obrero          | Fernando Llanos     | Municipal La Bombonera | 10.000    |
| Unión Tarija          | Cristian Cucaro     | Municipal La Bombonera | 10.000    |
| Universitario (UAJMS) | Abdón Reyes         | Municipal La Bombonera | 10.000    |

## Torneo Apertura

### Clasificación
| Pos. | Equipo                    | Pts. | PJ | G  | E | P  | GF | GC | Dif. |  |
| ---- | ------------------------- | ---- | -- | -- | - | -- | -- | -- | ---- |  |
| 1    | Universitario (UAJMS) (C) | 35   | 15 | 11 | 2 | 2  | 37 | 17 | +20  |  |
| 2    | Municipal                 | 32   | 15 | 9  | 5 | 1  | 56 | 17 | +39  |  |
| 3    | Nacional SENAC            | 31   | 15 | 10 | 1 | 4  | 37 | 18 | +19  |  |
| 4    | Atlético Bermejo          | 30   | 15 | 9  | 3 | 3  | 33 | 11 | +22  |  |
| 5    | García Agreda             | 28   | 15 | 9  | 1 | 5  | 41 | 16 | +25  |  |
| 6    | Pumas Chapacos            | 28   | 15 | 8  | 4 | 3  | 35 | 12 | +23  |  |
| 7    | Ciclón                    | 26   | 15 | 8  | 2 | 5  | 33 | 23 | +10  |  |
| 8    | Estudiantes Chiquiacá     | 23   | 15 | 7  | 2 | 6  | 29 | 31 | −2   |  |
| 9    | Gobierno Municipal        | 21   | 15 | 6  | 3 | 6  | 22 | 25 | −3   |  |
| 10   | Atlético Entre Rios       | 20   | 15 | 6  | 2 | 7  | 19 | 38 | −19  |  |
| 11   | Unión Tarija              | 16   | 15 | 4  | 4 | 7  | 32 | 47 | −15  |  |
| 12   | Real Sociedad-Tolaba      | 14   | 15 | 4  | 2 | 9  | 27 | 56 | −29  |  |
| 13   | Juan Carlos Ríos FC       | 13   | 15 | 4  | 1 | 10 | 22 | 43 | −21  |  |
| 14   | Avilés Industrial         | 11   | 15 | 2  | 5 | 8  | 29 | 41 | −12  |  |
| 15   | Royal Obrero              | 8    | 15 | 2  | 2 | 11 | 14 | 41 | −27  |  |
| 16   | Real Tarija               | 4    | 15 | 1  | 1 | 13 | 15 | 45 | −30  |  |

 Fuente: paraelfutbol
     Campeón. Clasifica a la Copa Simón Bolívar 2024.
| Sanciones |
| --------- |
|           |

### Resultados
- Los horarios corresponden al huso horario de Bolivia: (UTC-4).

| Fecha 1               | Fecha 1   | Fecha 1            | Fecha 1       | Fecha 1     | Fecha 1 |
| Local                 | Resultado | Visitante          | Estadio       | Fecha       | Hora    |
| --------------------- | --------- | ------------------ | ------------- | ----------- | ------- |
| Avilés Industrial     | 1 - 3     | Ciclón             | IV Centenario | 31 de marzo | 18:00   |
| Atlético Bermejo      | 2 - 0     | Gobierno Municipal | IV Centenario | 31 de marzo | 20:30   |
| Atlético Entre Ríos   | 2 - 1     | Royal Obrero       | La Bombonera  | 1 de abril  | 16:00   |
| Unión Tarija          | 0 - 2     | Pumas Chapacos     | La Bombonera  | 1 de abril  | 18:00   |
| Real Sociedad-Tolaba  | 4 - 1     | Nacional Senac     | La Bombonera  | 1 de abril  | 20:00   |
| Universitario (UAJMS) | 5 - 2     | Real Tarija        | La Bombonera  | 2 de abril  | 14:30   |
| Estudiantes Chiacá    | 1 - 2     | García Agreda      | La Bombonera  | 2 de abril  | 16:30   |
| Juan Carlos Ríos FC   | 0 - 6     | Municipal          | La Bombonera  | 2 de abril  | 18:30   |

| Royal Obrero        | 0 - 6 | Municipal             | La Bombonera  | 7 de abril | 15:00 |
| Real Tarija         | 2 - 3 | Estudiantes Chiquiacá | La Bombonera  | 7 de abril | 17:00 |
| Nacional Senac      | 0 - 1 | Universitario (UAJMS) | La Bombonera  | 7 de abril | 19:00 |
| Gobierno Municipal  | 0 - 3 | Real Sociedad-Tolaba  | La Bombonera  | 8 de abril | 13:30 |
| Pumas Chapacos      | 1 - 1 | Atlético Bermejo      | La Bombonera  | 8 de abril | 15:30 |
| Atlético Entre Ríos | 2 - 2 | Avilés Industrial     | IV Centenario | 8 de abril | 18:00 |
| Ciclón              | 2 - 1 | Unión Tarija          | IV Centenario | 8 de abril | 20:00 |
| García Agreda       | 4 - 1 | Juan Carlos Ríos FC   | La Bombonera  | 9 de abril | 15:00 |

| Estudiantes Chiquiacá | 1 - 4 | Nacional Senac      | La Bombonera  | 13 de abril | 18:30 |
| Unión Tarija          | 2 - 3 | Atlético Entre Ríos | La Bombonera  | 13 de abril | 20:30 |
| Real Sociedad-Tolaba  | 0 - 5 | Pumas Chapacos      | La Bombonera  | 14 de abril | 18:30 |
| Universitario (UAJMS) | 2 - 1 | Gobierno Municipal  | La Bombonera  | 14 de abril | 20:30 |
| Ciclón                | 2 - 0 | Atlético Bermejo    | IV Centenario | 16 de abril | 13:30 |
| Municipal             | 2 - 1 | García Agreda       | IV Centenario | 16 de abril | 15:30 |
| Avilés Industrial     | 3 - 3 | Royal Obrero        | La Bombonera  | 17 de abril | 18:30 |
| Juan Carlos Ríos FC   | 1 - 0 | Real Tarija         | La Bombonera  | 17 de abril | 20:30 |

| Nacional Senac      | 6 - 2 | Juan Carlos Ríos FC   | La Bombonera | 20 de abril | 18:30 |
| Atlético Entre Ríos | 0 - 2 | Atlético Bermejo      | La Bombonera | 20 de abril | 20:30 |
| Royal Obrero        | 0 - 2 | García Agreda         | La Bombonera | 21 de abril | 18:30 |
| Real Tarija         | 0 - 3 | Municipal             | La Bombonera | 21 de abril | 20:30 |
| Avilés Industrial   | 1 - 1 | Unión Tarija          | La Bombonera | 22 de abril | 13:30 |
| Gobierno Municipal  | 0 - 1 | Estudiantes Chuquiacá | La Bombonera | 22 de abril | 15:30 |
| Pumas Chapacos      | 2 - 3 | Universitario (UAJMS) | Tabladita    | 23 de abril | 13:30 |
| Ciclón              | 1 - 1 | Real Sociedad-Tolaba  | Tabladita    | 23 de abril | 15:30 |

| Juan Carlos Rios FC   | 1 - 2 | Gobierno Municipal  | La Bombonera | 28 de abril | 18:30 |
| Unión Tarija          | 2 - 0 | Royal Obrero        | La Bombonera | 28 de abril | 20:30 |
| Municipal             | 2 - 2 | Nacional Senac      | La Bombonera | 29 de abril | 14:00 |
| Universitario (UAJMS) | 1 - 4 | Ciclón              | La Bombonera | 29 de abril | 16:00 |
| Real Sociedad-Tolaba  | 2 - 3 | Atlético Entre Ríos | La Bombonera | 29 de abril | 18:00 |
| García Agreda         | 3 - 0 | Real Tarija         | La Bombonera | 29 de abril | 20:00 |
| Estudiantes Chiquiacá | 2 - 1 | Pumas Chapacos      | La Bombonera | 30 de abril | 09:00 |
| Atlético Bermejo      | 2 - 2 | Avilés Industrial   | La Bombonera | 30 de abril | 11:00 |

| Nacional Senac      | 2 - 1 | García Agreda         | La Bombonera     | 5 de mayo | 18:30 |
| Gobierno Municipal  | 1 - 1 | Municipal             | La Bombonera     | 5 de mayo | 20:30 |
| Royal Obrero        | 1 - 2 | Real Tarija           | La Bombonera     | 6 de mayo | 14:00 |
| Ciclón              | 2 - 2 | Estudiantes Chiquiacá | La Bombonera     | 6 de mayo | 16:00 |
| Pumas Chapacos      | 4 - 0 | Juan Carlos Ríos FC   | La Bombonera     | 6 de mayo | 18:00 |
| Atlético Bermejo    | 0 - 1 | Unión Tarija          | Barrio Municipal | 6 de mayo | 19:00 |
| Atlético Entre Ríos | 1 - 5 | Universitario (UAJMS) | La Bombonera     | 8 de mayo | 18:30 |
| Avilés Industrial   | 6 - 1 | Real Sociedad-Tolaba  | La Bombonera     | 8 de mayo | 20:30 |

| Municipal             | 1 - 1 | Pumas Chapacos      | La Bombonera | 10 de mayo | 18:30 |
| García Agreda         | 1 - 2 | Gobierno Municipal  | La Bombonera | 10 de mayo | 20:30 |
| Atlético Bermejo      | 4 - 0 | Royal Obrero        | La Bombonera | 11 de mayo | 18:30 |
| Juan Carlos Ríos FC   | 2 - 5 | Ciclón              | La Bombonera | 11 de mayo | 20:30 |
| Real Sociedad-Tolaba  | 4 - 6 | Unión Tarija        | La Bombonera | 13 de mayo | 14:00 |
| Universitario (UAJMS) | 5 - 1 | Avilés Industrial   | La Bombonera | 13 de mayo | 16:00 |
| Real Tarija           | 0 - 5 | Nacional Senac      | La Bombonera | 13 de mayo | 18:00 |
| Estudiantes Chiquiacá | 4 - 1 | Atlético Entre Ríos | Las Lomas    | 14 de mayo | 15:30 |

| Pumas Chapacos      | 0 - 0 | García Agreda         | La Bombonera | 18 de mayo | 16:30 |
| Atlético Bermejo    | 5 - 0 | Real Sociedad-Tolaba  | La Bombonera | 18 de mayo | 18:30 |
| Ciclón              | 1 - 4 | Municipal             | La Bombonera | 18 de mayo | 20:30 |
| Gobierno Municipal  | 2 - 1 | Real Tarija           | La Bombonera | 19 de mayo | 18:30 |
| Avilés Industrial   | 2 - 4 | Estudiantes Chiquiacá | La Bombonera | 19 de mayo | 20:30 |
| Atlético Entre Ríos | 1 - 1 | Juan Carlos Ríos      | La Bombonera | 20 de mayo | 15:30 |
| Royal Obrero        | 0 - 3 | Nacional Senac        | La Bombonera | 20 de mayo | 17:30 |
| Unión Tarija        | 1 - 0 | Universitario (UAJMS) | La Bombonera | 20 de mayo | 19:30 |

| Universitario (UAJMS) | 0 - 0 | Atlético Bermejo    | La Bombonera | 24 de mayo | 18:30 |
| Municipal             | 9 - 0 | Atlético Entre Ríos | La Bombonera | 24 de mayo | 20:30 |
| García Agreda         | 1 - 3 | Ciclón              | La Bombonera | 25 de mayo | 18:30 |
| Juan Carlos Ríos FC   | 3 - 0 | Avilés Industrial   | La Bombonera | 26 de mayo | 18:30 |
| Estudiantes Chiquiacá | 5 - 5 | Unión Tarija        | La Bombonera | 26 de mayo | 20:30 |
| Real Sociedad-Tolaba  | 2 - 2 | Royal Obrero        | La Bombonera | 27 de mayo | 15:30 |
| Real Tarija           | 0 - 3 | Pumas Chapacos      | La Bombonera | 27 de mayo | 17:30 |
| Nacional Senac        | 3 - 1 | Gobierno Municipal  | La Bombonera | 27 de mayo | 19:30 |

| Avilés Industrial    | 1 - 1 | Municipal             | La Bombonera     | 31 de mayo | 18:30 |
| Ciclón               | 3 - 0 | Real Tarija           | La Bombonera     | 31 de mayo | 20:30 |
| Atlético Entre Ríos  | 0 - 4 | Gargía Agreda         | La Bombonera     | 1 de junio | 18:30 |
| Atlético Bermejo     | 1 - 0 | Estudiantes Chiquiacá | Barrio Municipal | 1 de junio | 19:30 |
| Unión Tarija         | 1 - 5 | Juan Carlos Ríos FC   | La Bombonera     | 2 de junio | 18:30 |
| Pumas Chapacos       | 2 - 1 | Nacional Senac        | La Bombonera     | 2 de junio | 20:30 |
| Royal Obrero         | 0 - 2 | Gobierno Municipal    | La Bombonera     | 3 de junio | 18:30 |
| Real Sociedad-Tolaba | 1 - 6 | Universitario (UAJMS) | La Bombonera     | 3 de junio | 20:30 |

| Fecha 11              | Fecha 11  | Fecha 11             | Fecha 11         | Fecha 11    | Fecha 11 |
| Local                 | Resultado | Visitante            | Estadio          | Fecha       | Hora     |
| --------------------- | --------- | -------------------- | ---------------- | ----------- | -------- |
| García Agreda         | 4 - 1     | Avilés Industrial    | IV Centenario    | 7 de junio  | 17:30    |
| Atlético Bermejo      | 7 - 1     | Juan Carlos Ríos FC  | Barrio Municipal | 8 de junio  | 16:00    |
| Universitario (UAJMS) | 2 - 0     | Royal Obrero         | La Bombonera     | 8 de junio  | 18:00    |
| Estudiantes Chiquiacá | 2 - 5     | Real Sociedad-Tolaba | La Bombonera     | 8 de junio  | 20:00    |
| Municipal             | 6 - 3     | Unión Tarija         | La Bombonera     | 9 de junio  | 18:30    |
| Nacional Senac        | 2 - 1     | Ciclón               | La Bombonera     | 9 de junio  | 20:30    |
| Real Tarija           | 0 - 1     | Atlético Entre Ríos  | La Bombonera     | 10 de junio | 16:30    |
| Gobierno Municipal    | 1 - 1     | Pumas Chapacos       | La Bombonera     | 10 de junio | 18:30    |

| Fecha 12              | Fecha 12  | Fecha 12              | Fecha 12     | Fecha 12    | Fecha 12 |
| Local                 | Resultado | Visitante             | Estadio      | Fecha       | Hora     |
| --------------------- | --------- | --------------------- | ------------ | ----------- | -------- |
| Real Sociedad-Tolaba  | 0 - 3     | Juan Carlos Ríos FC   | La Bombonera | 15 de junio | 16:30    |
| Unión Tarija          | 1 - 8     | García Agreda         | La Bombonera | 15 de junio | 18:30    |
| Atlético Bermejo      | 4 - 0     | Municipal             | La Bombonera | 15 de junio | 20:30    |
| Royal Obrero          | 0 - 5     | Pumas Chapacos        | La Bombonera | 16 de junio | 18:30    |
| Ciclón                | 2 - 3     | Gobierno Municipal    | La Bombonera | 16 de junio | 20:30    |
| Atlético Entre Ríos   | 0 - 1     | Nacional Senac        | La Bombonera | 17 de junio | 16:30    |
| Avilés Industrial     | 5 - 1     | Real Tarija           | La Bombonera | 17 de junio | 18:30    |
| Universitario (UAJMS) | 1 - 0     | Estudiantes Chiquiacá | La Bombonera | 17 de junio | 20:30    |

| Fecha 13              | Fecha 13  | Fecha 13              | Fecha 13     | Fecha 13    | Fecha 13 |
| Local                 | Resultado | Visitante             | Estadio      | Fecha       | Hora     |
| --------------------- | --------- | --------------------- | ------------ | ----------- | -------- |
| Juan Carlos Ríos FC   | 1 - 2     | Universitario (UAJMS) | La Bombonera | 22 de junio | 16:30    |
| García Agreda         | 2 - 1     | Atlético Bermejo      | La Bombonera | 22 de junio | 18:30    |
| Pumas Chapacos        | 0 - 1     | Ciclón                | La Bombonera | 22 de junio | 20:30    |
| Estudiantes Chiquiacá | 3 - 0     | Royal Obrero          | La Bombonera | 23 de junio | 18:30    |
| Real Tarija           | 4 - 4     | Unión Tarija          | La Bombonera | 23 de junio | 20:30    |
| Municipal             | 8 - 1     | Real Sociedad-Tolaba  | La Bombonera | 24 de junio | 16:30    |
| Nacional Senac        | 2 - 0     | Avilés Industrial     | La Bombonera | 24 de junio | 18:30    |
| Gobierno Municipal    | 2 - 3     | Atlético Entre Ríos   | La Bombonera | 24 de junio | 20:30    |

| Atlético Bermejo      | 3 - 2 | Real Tarija         | La Bombonera | 28 de junio | 16:30 |
| Royal Obrero          | 3 - 2 | Ciclón              | La Bombonera | 28 de junio | 18:30 |
| Universitario (UAJMS) | 2 - 2 | Municipal           | La Bombonera | 28 de junio | 20:30 |
| Atlético Entre Ríos   | 0 - 2 | Pumas Chapacos      | La Bombonera | 30 de junio | 18:30 |
| Real Sociedad-Tolaba  | 0 - 7 | García Agreda       | La Bombonera | 30 de junio | 20:30 |
| Unión Tarija          | 2 - 5 | Nacional Senac      | La Bombonera | 1 de julio  | 16:30 |
| Estudiantes Chiquiacá | 1 - 0 | Juan Carlos Ríos FC | La Bombonera | 1 de julio  | 18:30 |
| Avilés Industrial     | 2 - 3 | Gobierno Municipal  | La Bombonera | 1 de julio  | 20:30 |

| Ciclón                | 1 - 2 | Atlético Entre Ríos   | Tabladita     | 6 de julio  | 18:00 |
| Nacional Senac        | 0 - 1 | Atlético Bermejo      | IV Centenario | 6 de julio  | 20:00 |
| Municipal             | 5 - 0 | Estudiantes Chiquiacá | La Bombonera  | 6 de julio  | 18:30 |
| Universitario (UAJMS) | 2 - 1 | García Agreda         | Tabladita     | 6 de julio  | 20:00 |
| Real Tarija           | 1 - 3 | Real Sociedad-Tolaba  | La Bombonera  | 8 de julio  | 18:00 |
| Gobierno Municipal    | 2 - 2 | Unión Tarija          | La Bombonera  | 8 de julio  | 21:00 |
| Juan Carlos Ríos FC   | 1 - 4 | Royal Obrero          | La Bombonera  | 10 de julio | 17:00 |
| Pumas Chapacos        | 6 - 2 | Avilés Industrial     | Tabladita     | 10 de julio | 19:00 |

## Torneo Clausura

### Clasificación
Clasificado a la fase final.

#### Serie A
| Pos. | Equipo                | Pts. | PJ | G  | E | P  | GF | GC | Dif. |  |
| ---- | --------------------- | ---- | -- | -- | - | -- | -- | -- | ---- |  |
| 1    | Ciclón                | 34   | 14 | 11 | 1 | 2  | 39 | 14 | +25  |  |
| 2    | García Agreda         | 31   | 14 | 10 | 1 | 3  | 55 | 26 | +29  |  |
| 3    | Universitario (UAJMS) | 25   | 14 | 8  | 1 | 5  | 35 | 24 | +11  |  |
| 4    | Nacional SENAC        | 23   | 14 | 6  | 5 | 3  | 38 | 27 | +11  |  |
| 5    | Gobierno Municipal    | 17   | 14 | 5  | 2 | 7  | 17 | 28 | −11  |  |
| 6    | Unión Tarija          | 15   | 14 | 4  | 3 | 7  | 32 | 34 | −2   |  |
| 7    | Juan Carlos Ríos FC   | 12   | 14 | 4  | 0 | 10 | 28 | 39 | −11  |  |
| 8    | Royal Obrero          | 4    | 14 | 1  | 1 | 12 | 11 | 63 | −52  |  |

 Fuente: paraelfutbol

#### Serie B
| Pos. | Equipo                | Pts. | PJ | G  | E | P  | GF | GC | Dif. |  |
| ---- | --------------------- | ---- | -- | -- | - | -- | -- | -- | ---- |  |
| 1    | Municipal             | 35   | 14 | 11 | 2 | 1  | 60 | 14 | +46  |  |
| 2    | Atlético Bermejo      | 34   | 14 | 11 | 1 | 2  | 44 | 10 | +34  |  |
| 3    | Atlético Entre Rios   | 25   | 14 | 8  | 1 | 5  | 23 | 19 | +4   |  |
| 4    | Pumas Chapacos        | 23   | 14 | 7  | 2 | 5  | 33 | 18 | +15  |  |
| 5    | Avilés Industrial     | 23   | 14 | 7  | 2 | 5  | 19 | 23 | −4   |  |
| 6    | Estudiantes Chiquiacá | 9    | 14 | 2  | 3 | 9  | 20 | 38 | −18  |  |
| 7    | Real Sociedad-Tolaba  | 7    | 14 | 2  | 1 | 11 | 14 | 46 | −32  |  |
| 8    | Real Tarija           | 6    | 14 | 2  | 0 | 12 | 10 | 55 | −45  |  |

 Fuente: paraelfutbol

### Resultados
| Primera vuelta | Primera vuelta | Primera vuelta       | Primera vuelta         | Primera vuelta |       |
| --- | -------------- | -------------------- | ---------------------- | -------------- | ----- |
| \| Fecha 1 \| Fecha 1 \| Fecha 1 \| Fecha 1 \| Fecha 1 \| Fecha 1 \| \| Serie A \| Serie A \| Serie A \| Serie A \| Serie A \| Serie A \| \| Local \| Resultado \| Visitante \| Estadio \| Fecha \| Hora \| \| --------------------- \| --------- \| -------------------- \| ---------------------- \| ----------- \| ------- \| \| Gobierno Municipal \| 3 - 2 \| Unión Tarija \| La Bombonera \| 27 de julio \| 18:30 \| \| Juan Carlos Ríos FC \| 1 - 3 \| García Agreda \| La Bombonera \| 27 de julio \| 20:30 \| \| Serie B \| \| \| \| \| \| \| Atlético Entre Ríos \| 2 - 0 \| Avilés Industrial \| La Bombonera \| 28 de julio \| 18:30 \| \| Ciclón \| 3 - 2 \| Nacional Senac \| La Bombonera \| 28 de julio \| 20:30 \| \| Universitario (UAJMS) \| 6 - 0 \| Royal Obrero \| Complejo Universitario \| 29 de julio \| 15:00 \| \| Pumas Chapacos \| 3 - 1 \| Real Sociedad-Tolaba \| La Bombonera \| 29 de julio \| 16:30 \| \| Estudiantes Chiacá \| 1 - 3 \| Real Tarija \| La Bombonera \| 29 de julio \| 18:30 \| \| Municipal \| 2 - 1 \| Atlético Bermejo \| La Bombonera \| 29 de julio \| 20:30 \| |                |                      |                        |                |       |
| Fecha 1 |                |                      |                        |                |       |
| Serie A |                |                      |                        |                |       |
| Local | Resultado      | Visitante            | Estadio                | Fecha          | Hora  |
| Gobierno Municipal | 3 - 2          | Unión Tarija         | La Bombonera           | 27 de julio    | 18:30 |
| Juan Carlos Ríos FC | 1 - 3          | García Agreda        | La Bombonera           | 27 de julio    | 20:30 |
| Serie B |                |                      |                        |                |       |
| Atlético Entre Ríos | 2 - 0          | Avilés Industrial    | La Bombonera           | 28 de julio    | 18:30 |
| Ciclón | 3 - 2          | Nacional Senac       | La Bombonera           | 28 de julio    | 20:30 |
| Universitario (UAJMS) | 6 - 0          | Royal Obrero         | Complejo Universitario | 29 de julio    | 15:00 |
| Pumas Chapacos | 3 - 1          | Real Sociedad-Tolaba | La Bombonera           | 29 de julio    | 16:30 |
| Estudiantes Chiacá | 1 - 3          | Real Tarija          | La Bombonera           | 29 de julio    | 18:30 |
| Municipal | 2 - 1          | Atlético Bermejo     | La Bombonera           | 29 de julio    | 20:30 |

## Tabla acumulada
| Pos. | Equipo                | Pts. | PJ | PG | PE | PP | GF  | GC  | Dif. |
| ---- | --------------------- | ---- | -- | -- | -- | -- | --- | --- | ---- |
| 1.º  | Municipal             | 67   | 29 | 20 | 7  | 2  | 116 | 31  | +85  |
| 2.º  | Atlético Bermejo      | 64   | 29 | 20 | 4  | 5  | 77  | 21  | +56  |
| 3.º  | Ciclón                | 60   | 29 | 19 | 3  | 7  | 72  | 37  | +35  |
| 4.º  | Universitario (UAJMS) | 60   | 29 | 19 | 3  | 7  | 72  | 41  | +31  |
| 5.º  | García Agreda         | 59   | 29 | 19 | 2  | 8  | 96  | 42  | +54  |
| 6.º  | Nacional SENAC        | 54   | 29 | 16 | 6  | 7  | 75  | 45  | +30  |
| 7.º  | Pumas Chapacos        | 51   | 29 | 15 | 6  | 8  | 68  | 30  | +38  |
| 8.º  | Atlético Entre Ríos   | 45   | 29 | 14 | 3  | 12 | 42  | 57  | −15  |
| 9.º  | Gobierno Municipal    | 38   | 29 | 11 | 5  | 13 | 39  | 53  | −14  |
| 10.º | Avilés Industrial     | 34   | 15 | 9  | 7  | 13 | 48  | 64  | −16  |
| 11.º | Estudiantes Chiquiacá | 32   | 29 | 9  | 5  | 15 | 49  | 69  | −20  |
| 12.º | Unión Tarija          | 31   | 29 | 8  | 7  | 14 | 64  | 81  | −17  |
| 13.º | Juan Carlos Ríos FC   | 25   | 29 | 8  | 1  | 20 | 50  | 82  | −32  |
| 14.º | Real Sociedad-Tooaba  | 21   | 29 | 6  | 3  | 20 | 41  | 102 | −61  |
| 15.º | Royal Obrero          | 12   | 29 | 3  | 3  | 23 | 25  | 104 | −79  |
| 16.º | Real Tarija           | 10   | 29 | 3  | 1  | 25 | 25  | 100 | −75  |

|  | Play-off de ascenso-descenso indirecto. |
|  | Desciende de categoría.                 |

## Clasificados a la Copa Simón Bolívar
|                                               |
| Universitario (UAJMS) Campeón Torneo Apertura |

|                                     |
| Por definir Campeón Torneo Clausura |

|                                        |  |
| Municipal Tercer lugar Tabla acumulada |  |